# Nemaschema viridipes
Nemaschema viridipes là một loài bọ cánh cứng trong họ Cerambycidae.